# Ameropterus dissimilis
Ameropterus dissimilis är en insektsart som först beskrevs av Robert McLachlan 1871.
Ameropterus dissimilis ingår i släktet Ameropterus och familjen fjärilsländor. Inga underarter finns listade i Catalogue of Life.